# Page de code 875
La page de code IBM 875 (CCSIDs 875, 4971, 9067) est une page de code EBCDIC avec le jeu de caractères grec complet utilisé dans les ordinateurs centraux IBM en Grèce. Elle a remplacé la page de code 423.
Dans la CCSID 4971 (novembre 1998), le signe de l'euro a été ajouté en position FC,,.
Dans la norme CCSID 9067 (mars 2005), le signe drachme et le grec ypogegrammeni ont été ajoutés en positions E1 et EC, respectivement, pour correspondre aux caractères qui ont été ajoutés à la norme ISO-8859-7,,.